# Clematis parviloba
Clematis parviloba là một loài thực vật có hoa trong họ Mao lương. Loài này được Gardner & Champ. mô tả khoa học đầu tiên năm 1849.

## Hình ảnh

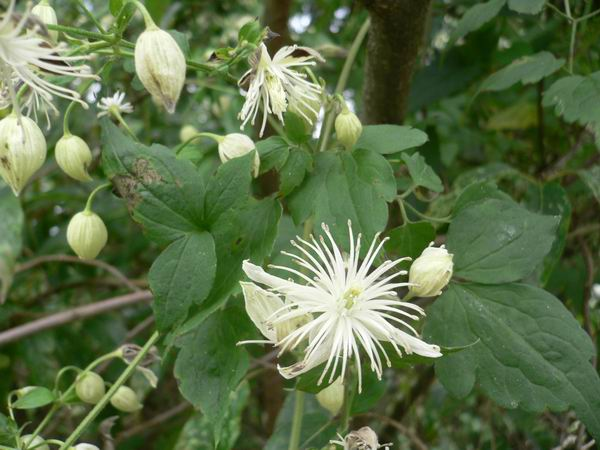